# نصرالله انتظام
نصرالله انتظام وزیری (۱۲۷۹ – ۱۳۵۹) سیاست‌مدار و وزیر در دوران پهلوی بود. وی رئیس مجمع عمومی سازمان ملل متحد در سال ۱۹۵۰ میلادی (۱۳۲۸ تا ۱۳۲۹ ه‍.ش) و اولین سفیر و نمایندهٔ دائم ایران در سازمان ملل متحد بود.

## خانواده و تحصیلات
پدرش میرزا سید محمدخان ملقب به انتظام‌السلطنه از رجال قاجاری و مادرش خورشیدلقا غفاری دختر محمدحسین خان پسر فرخ خان امین‌الدوله بود. تحصیلات ابتدایی را در مدرسهٔ آلمانی تهران و تحصیلات متوسطه را در مدرسهٔ حقوق و علوم سیاسی گذراند و در اواخر جنگ جهانی اول فارغ‌التحصیل گردید. او همچنین برادر کوچک‌تر عبدالله انتظام بود.

## زندگی سیاسی
انتظام کار خود را با وزارت امور خارجه آغاز نمود. در پاریس، لندن و ژنو به مشاغل جزء این وزارتخانه اشتغال داشت. در اواخر سلطنت رضا شاه به تهران فراخوانده شد و به سمت ریاست تشریفات دربار منصوب شد. با سقوط رضا شاه در شهریور بیست، او به سرعت مدارج ترقی را پیمود. در کابینهٔ احمد قوام، وزارت بهداری را بر عهده داشت. در کابینه علی سهیلی وزیر پست و تلگراف بود. در کابینهٔ مرتضی‌قلی بیات نیز ابتدا پست وزارت راه و سپس وزارت امور خارجه را بر عهده گرفت.

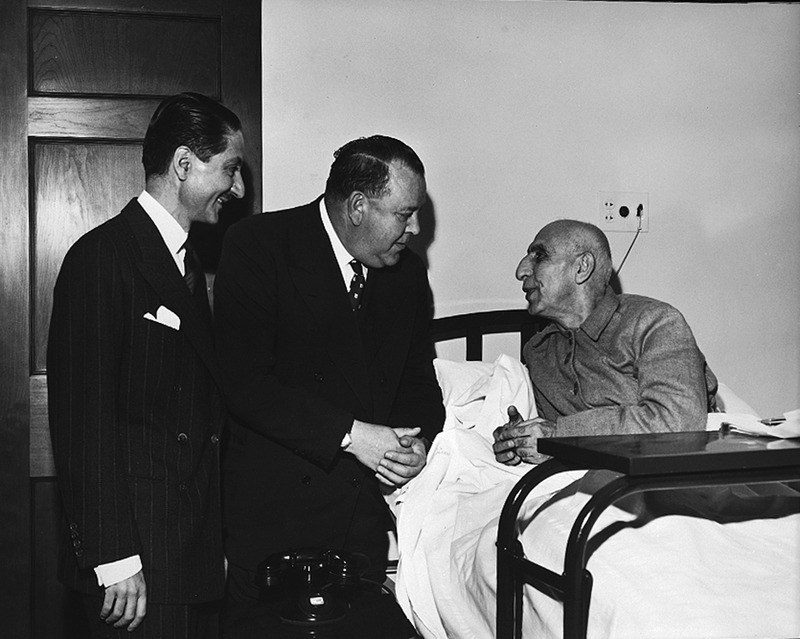
انتظام همراه تریگوه لی در عیادت از دکتر مصدق در نیویورک، ۱۹۵۱

انتظام سپس نماینده ایران در سازمان ملل متحد شد. در دوران نمایندگی او طرح تشکیل کشور اسرائیل در دستور کار سازمان ملل گذاشته شد و انتظام عضو کمیسیونی از نمایندگان یازده کشور بود که به قضیه فلسطین رسیدگی کردند. او در این کمیسیون با تقسیم فلسطین و تشکیل کشور اسرائیل مخالفت کرد و خواهان تشکیل دولتی واحد اما فدرال در فلسطین شد.
در سال ۱۳۲۸ انتظام با ۳۲ رأی از مجموع ۵۴ رأی به ریاست مجمع عمومی سازمان ملل متحد رسید و پس از آن سفیر ایران در ایالات متحدهٔ آمریکا شد. در سال ۱۳۳۱ به علت آن که همکاری وی با کرمیت روزولت، مأمور سیا و نوهٔ تئودور روزولت (که سال بعد کودتا را طراحی کرد) آشکار شد توسط دکتر محمد مصدق برکنار گردید و با کودتای ۲۸ مرداد دوباره سفارت ایران در آمریکا را اشغال نمود.
مدتی نمایندهٔ دائم ایران در سازمان ملل بود و در سال ۱۳۳۸ وزیر مشاور در کابینهٔ اسدالله علم گردید. مدت کوتاهی به سفارت ایران در فرانسه رسید و پس از آن بازنشسته شد؛ ولی همواره تا دوران انقلاب اسلامی ایران، ارتباط خود را با محافل قدرتمند مثل علی امینی و اسدالله علم حفظ کرد.
انتظام پس از پیروزی انقلاب اسلامی بازداشت شد، پس از چندی تحمل حبس به‌دلیل بیماری آزاد شد و مدت کوتاهی پس از آزادی در سال ۱۳۵۹ در ۸۱ سالگی در تهران درگذشت و در بهشت زهرای تهران قطعه۷، ردیف ۱۳۹، شماره ۲۴ به خاک سپرده شد.